# نبل (بعدان)

تعديل مصدري - تعديل

نبل هي إحدى قرى عزلة الحيث بمديرية بعدان التابعة لمحافظة إب، بلغ تعداد سكانها 366 نسمة حسب تعداد اليمن لعام 2004.